# سانتیاگو-پنتنس
سانتیاگو-پُنتُنِس (به اسپانیایی: Santiago-Pontones) یکی از دهستان‌های استان خائن در کشور اسپانیا است. این شهر با مساحت ۶۸۴ کیلومتر مربع، ۳۵۶۵ تن جمعیت دارد.